# Alfred Rosenthal (Mediziner)
Alfred Rosenthal (* 7. Februar 1915 in Dingelstädt; † nicht ermittelt) war ein deutscher Chirurg und Hochschullehrer.

## Leben und Werk
Alfred Rosenthal stammte aus dem Eichsfeld und war der Sohn eines Müllermeisters. Er studierte nach dem 1934 am Staatlichen Katholischen Gymnasium Heiligenstadt erfolgten Abitur Medizin an den Universitäten Würzburg, Königsberg, Kiel und München. 1939 reichte er seine Dissertation ein und promovierte mit kriegsbedingter Verzögerung 1943 an der Medizinischen Akademie in Düsseldorf zum Dr. med. Zum damaligen Zeitpunkt gehörte er der Wehrmacht an. Er geriet am Kriegsende in Gefangenschaft. Nach seiner Entlassung im Herbst 1945 wurde er Assistent am Anatomischen Institut der Universität Marburg.
Von 1947 bis 1958 war Rosenthal Assistent und Oberarzt an der Chirurgischen Universitätsklinik Marburg und erlangte 1951 den Facharztabschluss in Chirurgie und 1956 in Anästhesie. Nach erfolgter Habilitation (Venia Legendi) wurde er 1957 Privatdozent an der Universität Marburg. Am 1. Januar 1959 erfolgte seine Ernennung zum Chefarzt der Chirurgischen Abteilung des St. Josef-Hospitals Bochum. 1966 wurde er zum außerplanmäßigen Professor an der Universität Marburg ernannt. Ab 1972 war er dort Honorarprofessor.

## Schriften (Auswahl)
- Medizinisches aus dem Leben Alexanders des Großen. 1939.
- Die Verletzung des Discus articularis bei der typischen Radiusfraktur. In: Archiv für klinische Chirurgie 262 (1949), S. 390–403.
- (mit Rolf Scheidt): Über einige klinische Fragen zum Krankheitsbilde des Tetanus. In: Archiv für klinische Chirurgie 262 (1949), S. 494–506.